# Gustaf Kilman
Gustaf Olof Falhem Kilman (Ytterby, 9 de julho de 1882 - 21 de fevereiro de 1946) foi um ginete, campeão olímpico. 

## Carreira
Gustaf Kilman representou seu país nos Jogos Olímpicos de 1912, na qual conquistou a medalha de ouro nos saltos por equipes em 1912. 